# Hercules (1654)
Hercules var ett svenskt örlogsskepp som byggdes i Wismars skeppsgård och sjösattes 1654. Skeppet var bestyckat med 54 kanoner, men ombyggdes åren 1689–1690 till att föra 62 kanoner. Besättningen bestod av 294 sjömän och 48 knektar.